# روبرت لورو
روبرت لورو هو عالم اجتماع كندي، ولد في 1964 في كيبك في كندا.